# Pegoscapus aerumnosus
Pegoscapus aerumnosus är en stekelart som först beskrevs av Grandi 1938.  Pegoscapus aerumnosus ingår i släktet Pegoscapus och familjen fikonsteklar. Inga underarter finns listade i Catalogue of Life.